# نيل دي مارشي
نيل دي مارشي (بالإنجليزية: Neil De Marchi)‏ هو اقتصادي أسترالي، ولد في 1957.